# Hendrika Vegter
Pieternella Hendrika Vegter (Róterdam, 28 de febrero de 1958) es una deportista neerlandesa que compitió en vela en la clase 470. Ganó dos medallas en el Campeonato Europeo de 470, oro en 1988 y plata en 1987.

## Palmarés internacional
| \| Campeonato Europeo \| Campeonato Europeo \| Campeonato Europeo \| Campeonato Europeo \| \| Año \| Lugar \| Medalla \| Clase \| \| ------------------ \| ------------------ \| ------------------ \| ------------------ \| \| 1987 \| Lysekil (Suecia) \| Medalla de plata \| 470 \| \| 1988 \| Quiberon (Francia) \| Medalla de oro \| 470 \| |                    |                  |       |
| Campeonato Europeo |                    |                  |       |
| Año | Lugar              | Medalla          | Clase |
| 1987 | Lysekil (Suecia)   | Medalla de plata | 470   |
| 1988 | Quiberon (Francia) | Medalla de oro   | 470   |